# Михайлуца Віктор Олександрович
Ві́ктор Олекса́ндрович Михайлу́ца — полковник медичної служби Збройних сил України.
Заступник начальника центру — начальник оперативно-медичного відділу, Військово-медичний клінічний центр Південного регіону.

## Нагороди
За особисту мужність, сумлінне та бездоганне служіння Українському народові, зразкове виконання військового обов'язку відзначений — нагороджений
- 10 жовтня 2015 року — званням Заслуженого працівника охорони здоров'я України.